# Reflections (from the Vault of Smoke + Mirrors)
Reflections (from the Vault of Smoke + Mirrors) — альбом с неизданными демо американской поп-рок группы Imagine Dragons, выпущенный 21 февраля 2025 года.

## Информация об альбоме
27 января 2025 года на официальной странице в социальной сети X группа поделилась предстоящим выходом нового альбома. В этот же день на YouTube и Spotify вышел первый сингл «Monica (Demo)».
Релиз альбома с 14 неизданными демо состоялся 21 февраля 2025 года в честь десятилетия «Smoke+Mirrors».

## Мероприятия
В честь десятилетия второго студийного альбома «Smoke+Mirrors» в галерее Сан-Диего пройдет выставка работ художника Тима Кантора.

## Прочее

### Список синглов[3]
1. Woke (Demo)
2. The Ghost Intervention (Demo)
3. Monica (Demo)
4. Black (Demo)
5. Strange Ways (Demo)
6. I Get Carried Away (Demo)
7. A-OK (Demo)
8. Destroyed (Demo)
9. Playin' Me (Demo)
10. My Car (Demo)
11. Cowboy (Demo)
12. Mayday (Demo)
13. The Journey (Demo)
14. I Bet My Life (Demo)